# Federico Arellano Zapatero
Federico Hortensio Arellano Zapatero fue un político peruano.
Fue elegido diputado por Junín en 1956 en las elecciones de 1956 en los que salió elegido Manuel Prado Ugarteche. Su mandato se vio interrumpido días antes de que terminara por el golpe de Estado realizado por los generales Ricardo Pérez Godoy y Nicolás Lindley.